# 有界逆写像定理
数学の分野における有界逆写像定理（ゆうかいぎゃくしゃぞうていり、英語: Bounded inverse theorem）は、バナッハ空間上の有界線形作用素の理論における一つの結果で、あるバナッハ空間から別のバナッハ空間への全単射な有界線形作用素 T には有界な逆 T−1 が存在する、ということを述べた定理である。開写像定理や閉グラフ定理と同値である。
ここで考える空間はバナッハ空間でなければならない。反例として、ゼロでない成分が有限個であるような数列 x : N → R からなる空間 X を考える（そのノルムは上限ノルムで与えられるものとする）。作用素 T : X → X を
{\displaystyle Tx=\left(x_{1},{\frac {x_{2}}{2}},{\frac {x_{3}}{3}},\dots \right)}
で定義すると、これは有界、線形、可逆であるが T−1 は非有界となる。しかしこれは有界逆写像定理とは矛盾しない。なぜならば X は完備でなく、したがってバナッハ空間ではないからである。実際に完備でないことを確かめるために、
{\displaystyle x^{(n)}=\left(1,{\frac {1}{2}},\dots ,{\frac {1}{n}},0,0,\dots \right)}
によって与えられる数列 x(n) ∈ X からなる列を考える。それは n → ∞ に対して数列
{\displaystyle x^{(\infty )}=\left(1,{\frac {1}{2}},\dots ,{\frac {1}{n}},\dots \right),}
へと収束するが、この（無限個の）全ての成分がゼロでないため、これは X には含まれない。したがって X は完備ではない。
X の完備化は、ゼロに収束するような全ての数列からなる空間 {\displaystyle c_{0}} である（この空間は、全ての有界数列からなるようなℓp空間 ℓ∞(N) の（閉）部分空間である）。この場合、作用素 T が全射でなく、したがって全単射ではない。このことを確かめるための簡単な例を挙げる。数列
{\displaystyle x=\left(1,{\frac {1}{2}},{\frac {1}{3}},\dots \right),}
は {\displaystyle c_{0}} の元であるが、{\displaystyle T:c_{0}\to c_{0}} の値域には含まれない。したがって T は全射ではない。